# 慎余里
慎余里是中華人民共和國上海市靜安區的弄堂，北為天潼路，南達苏州河，曾經是上海保存最为完整的石库门建筑群之一。慎余里内有7条弄堂，有约50幢砖木结构的二层石库门建筑。慎余里曾被拆除，重建後的慎余里成為餐饮与零售集聚地。

## 历史
唐朝至宋朝时期，慎余里所在地处在吴淞江的河床当中，嘉庆年间这里已有人居住。1860年代，慎余里所在地有木板简屋。1865至1900年间，慎余里所在地為唐家弄，唐家弄及周边街道出现了数10家店铺。1902年，商务印书馆在唐家弄设立了编译所，有月份牌画家在唐家弄设置画室。1910年代，石库门里弄住宅出現。1931年9月，通和洋行開始設計慎余里，并于1932年建成。這就是現今所看到的慎余里的樣貌。
邓世昌之母、华成烟草老板戴耕莘、经济学家薛暮桥、沪剧表演艺术家王盘声曾在此居住。2004年10月一度被列入“上海市第四批优秀历史建筑名单公示”，不過最終並未納入上海市第四批优秀历史建筑。2013年，由於計劃在慎余里地块建设绿地，慎余里遭到拆除。2016年，慎余里啟動重建工作，並按照历史测绘图复原，共复原8栋。2022年10月1日，复原後的慎余里對外開放。有餐饮品牌入駐慎余里
2023年9月26日，2023静安国际光影节官方主秀《来吧，一起闪亮！》以及静安光影艺术大赛最终入围的15组作品在慎余里上演。